# Bolostromus epiphyticus
Espèce
Bolostromus epiphyticus est une espèce d'araignées mygalomorphes de la famille des Cyrtaucheniidae.

## Distribution
Cette espèce est endémique d'Équateur. Elle se rencontre dans les provinces de Cotopaxi et de Pichincha.

## Description
La femelle holotype mesure 16,06 mm et le mâle paratype 8,94 mm.

## Systématique et taxinomie
Cette espèce a été décrite par Dupérré en 2023.

## Publication originale
- Dupérré, 2023 : « Review of the American genus Bolostromus Ausserer, 1875 with the description of fourteen new species (Araneae, Cyrtaucheniidae). » Zootaxa, no 5317(1), p. 1-88.